# Насыпь (транспорт)

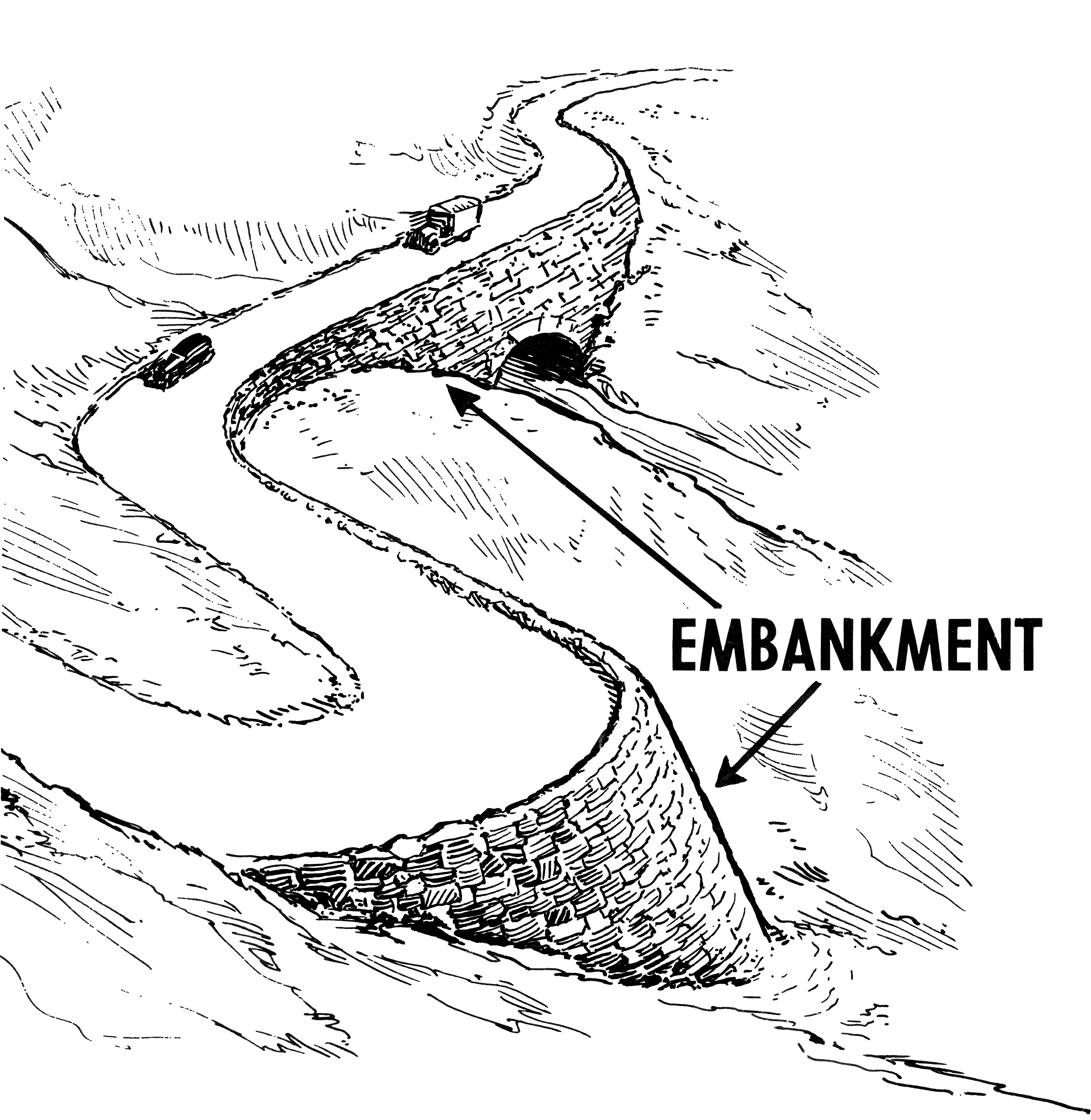
Насыпь на схеме

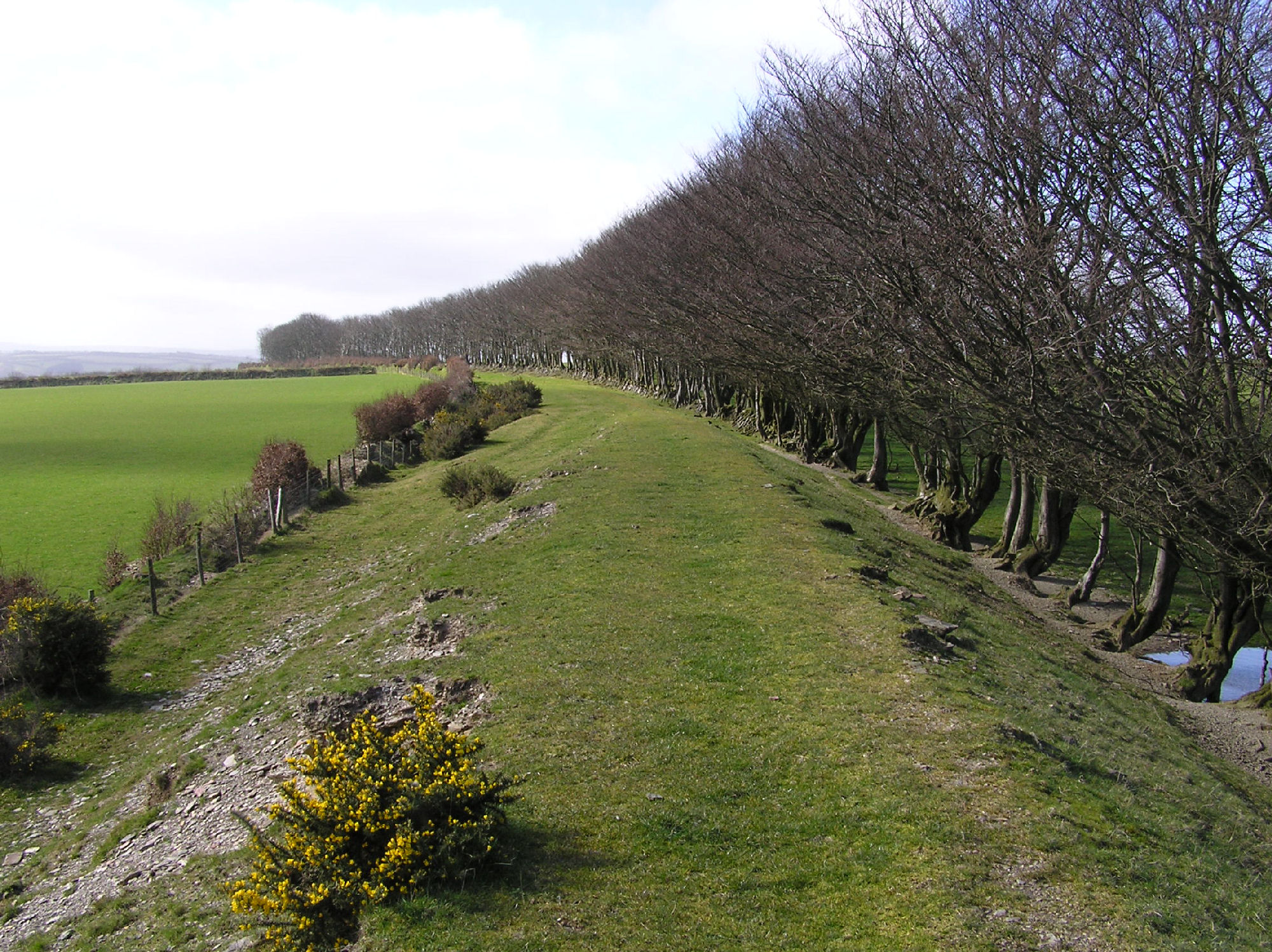
Насыпь бывшей железной дороги в Великобритании

Насыпь — сооружение из уплотнённого грунта, возвышающееся над окружающей землёй. В транспортном строительстве используется, чтобы избежать перепада высот вдоль пути. Для тех же целей используется выемка, если высота существующего рельефа выше требуемой.
Используется, как правило, для сооружения автомобильных дорог, железнодорожных линий и каналов, чтобы избежать сильного перепада высот на транспортных линиях. Альтернативой насыпям может служить сооружение объездов или путепроводов. Насыпи часто сооружаются с использованием грунта, полученного из выемки.

## Материалы
Строительство насыпи осуществляется с использованием материалов, оставшихся после выемки. Насыпь должна быть воздухо- и водонепроницаемой, сделанной из уплотнённого или абсолютно непористого материала. Она должна обеспечивать соответствующую поддержку для образования стабильной и долгосрочной поверхности, на которой и будет строиться дорога.

## Пересечение насыпей
Для пересечения насыпи без использования эстакад обычно строят серию тоннелей, включающих секцию виадука с высоким пределом прочности (строится из кирпича или металла) либо пару стационарных опор моста.

## Пример
- Насыпь Harsimus Stem [en] на Пенсильванской железной дороге (город Джерси-Сити, штат Нью-Джерси, США)